# Cryptocarya burkillii
Cryptocarya burkillii là loài thực vật có hoa trong họ Nguyệt quế. Loài này được M.Gangop. mô tả khoa học đầu tiên năm 2006.